# Ibatia schreiteri
Ibatia schreiteri är en oleanderväxtart som först beskrevs av T.Mey., och fick sitt nu gällande namn av Morillo. Ibatia schreiteri ingår i släktet Ibatia och familjen oleanderväxter. Inga underarter finns listade i Catalogue of Life.